# Eugenia duarteana
Eugenia duarteana är en myrtenväxtart som beskrevs av Jacques Cambessèdes. Eugenia duarteana ingår i släktet Eugenia och familjen myrtenväxter. Inga underarter finns listade i Catalogue of Life.